# Gâteau au fromage japonais

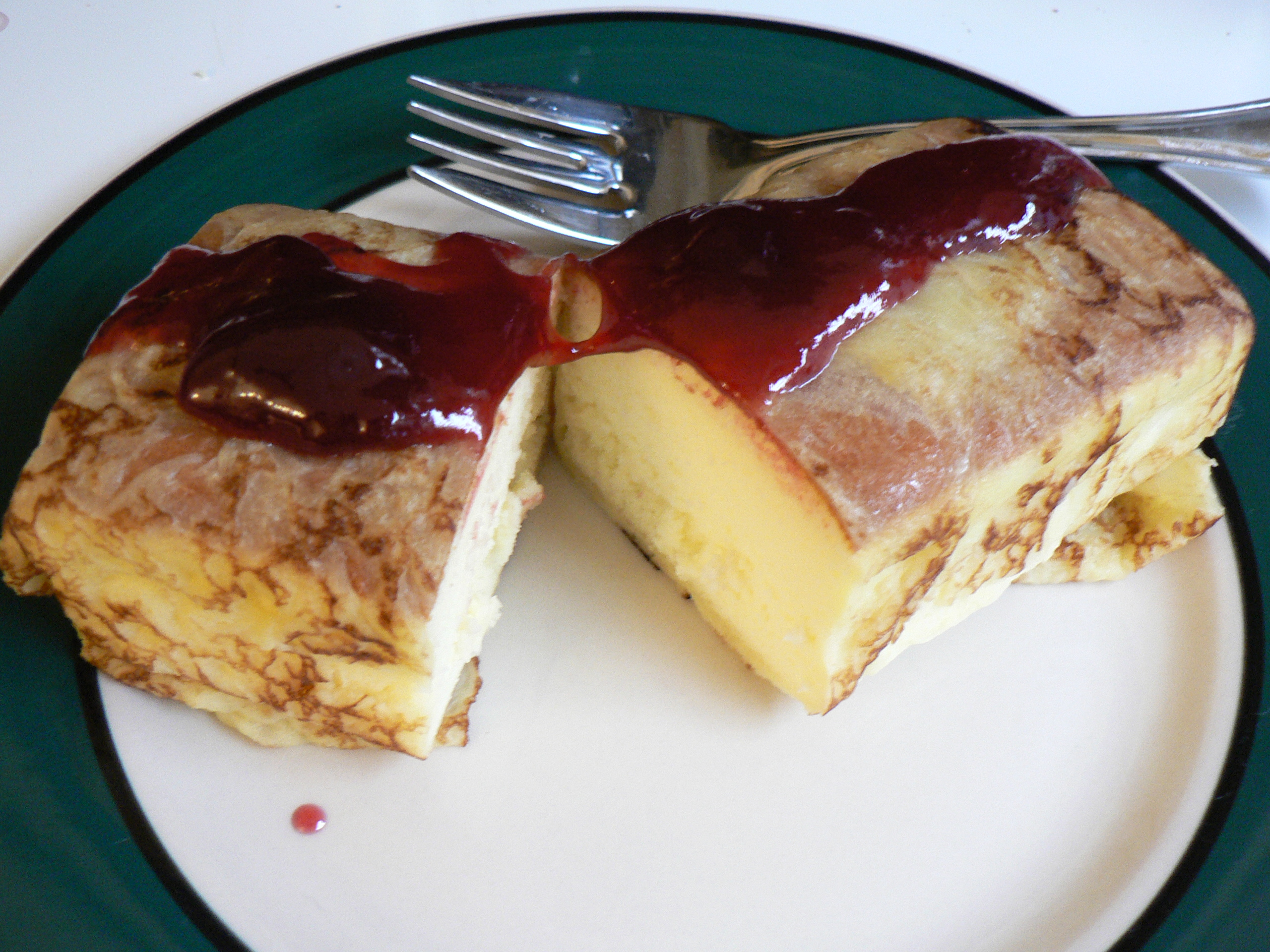
Gâteau au fromage japonais avec de la confiture aux framboises.

Le gâteau au fromage japonais est une recette de cheesecake créée par le chef japonais Tomotaro Kuzuno, qui s'est inspiré d'un käsekuchen (une variante allemande du cheesecake) qu'il a rencontré lors d'un voyage à Berlin dans les années 1960,,. Etant réalisé avec moins de fromage et de sucre que les cheesecakes occidentaux, il est moins sucré et moins calorique que ces derniers.
Semblable au chiffon cake, le gâteau au fromage japonais a une texture particulière, obtenue en fouettant les blancs et les jaunes d’œufs séparément.
Le gâteau est popularisé dans les années 1990 sous le nom de gâteau au fromage de l'oncle Tetsu (Uncle Tetsu's cheesecake) par la boulangerie du même nom,.

## Préparation
Le gâteau est fait avec du fromage à la crème, du beurre, du sucre, de la crème fouettée et des œufs. Il est traditionnellement cuit dans un bain-marie,.